# Nihil sine Deo

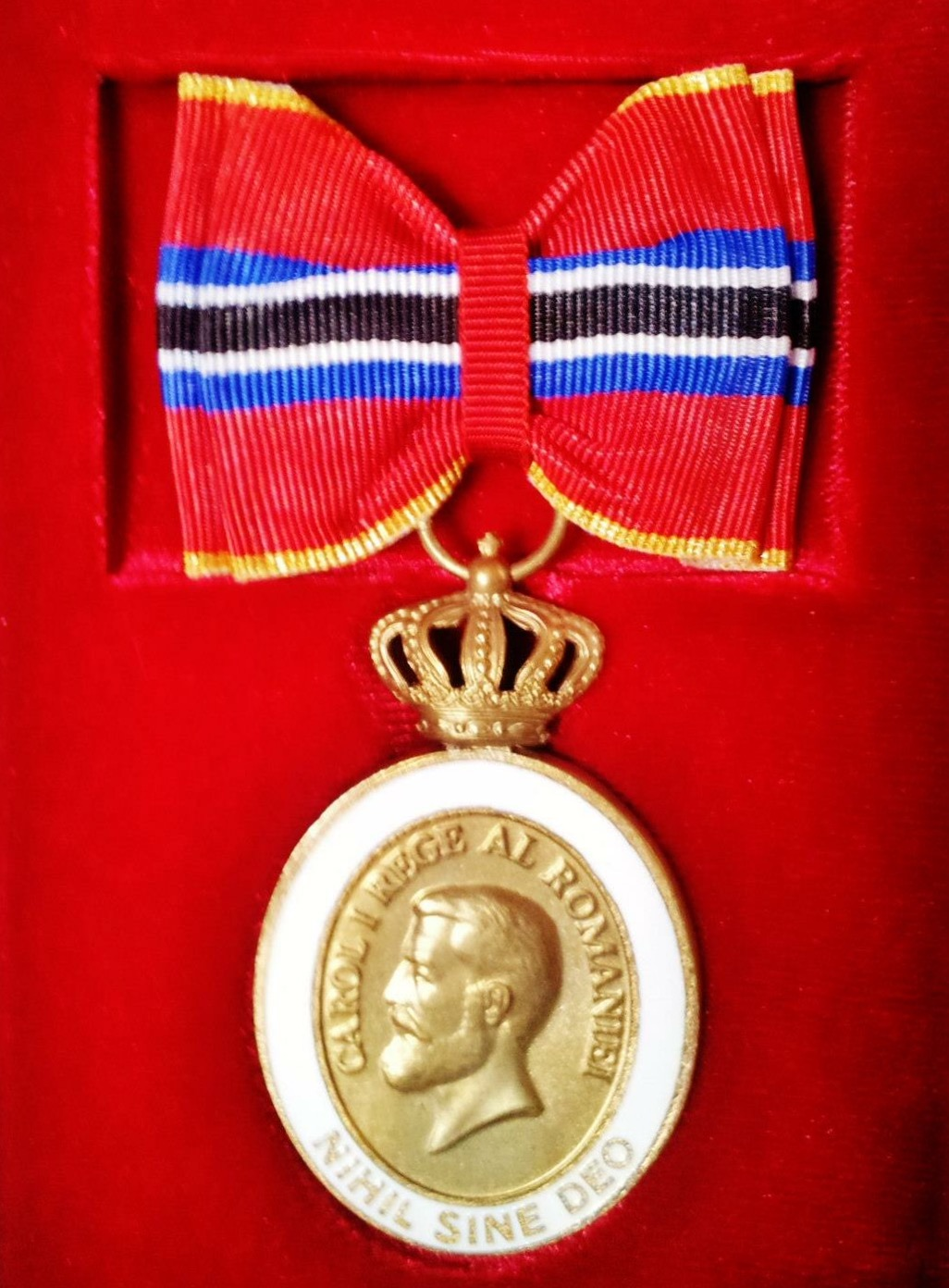
La decoració reial de Nihil sine Deo de la Casa Reial de Romania instituïda per l'antic rei Miquel de Romania el 30 de desembre de 2009. Representa el primer rei de Romania, Carol I, que simbolitza la sostenibilitat del seu llinatge.

Nihil sine Deo, llatí per a "Res sense Déu" (en alemany: Nichts ohne Gott; en romanès: Nimic fără Dumnezeu), s’utilitza com a lema de la família reial alemanya Hohenzollern - Sigmaringen i era el lema tant de l’antic Principat de Romania com de l’antic Regne de Romania.

## Història
Nihil sine Deo va ser introduït com el lema del Principat de Romania pel rei Carol I de Romania el 1866 i va ser utilitzat al Regne de Romania des de la seva creació el 1881. Va substituir el primer lema de la Romania moderna, Toți în unu ("Un per a tothom"), que estava en ús des del 1862. Romania va ser una monarquia fins al 1947, quan es va establir la República Popular de Romania. Avui, el lema es mostra a les habitacions del castell de Peleș.
El 2009, la Reial Decoració de Nihil Sine Deo, que porta el nom del lema, va ser creada per l'exrei de Romania Miquel I.

## Proposta de retorn com a lema de Romania
S'ha proposat que Nihil sine Deo s'hauria d'adoptar de nou com a lema oficial de Romania. El 2013 es va votar per la Comissió de Revisió de la Constitució per decidir-ho. La proposta va obtenir 11 vots a favor i 8 vots en contra, la qual cosa significa que no va obtenir més dels dos terços dels vots necessaris perquè una proposta fos adoptada, de manera que va ser rebutjada.